# كلايف غريفيثز (سياسي)
كلايف غريفيثز (بالإنجليزية: Clive Griffiths)‏ هو سياسي أسترالي، ولد في 20 نوفمبر 1928.